# 季羨林
季羨林（き せんりん）は、中華人民共和国の学者、翻訳家、文学者、教育者。言語学、文化学、歴史学、仏教学、インド学、比較文学など多くの分野で博学 。中国敦煌トルファン学会会長。字は希逋、または斉奘。

## 経歴
1934年（民国23年）、清華大学を卒業。1935年（民国24年）にドイツに留学し、1936年（民国25年）から1945年（民国34年）まで、ゲッティンゲン大学でインド古代言語(サンスクリット、パーリ語など)、トカラ語を学ぶ。1941年（民国30年）、同大学で哲学博士学位を取得。1946年（民国35年）に中国に帰国し、北京大学東方言語文学部教授、学部長。
北京大学副学長、中国科学院哲学社会科学学部委員、中国人民政治協商会議全国委員会委員、全国人民代表大会常務委員会委員、中国言語学会会長、中国比較文学学会会長などを歴任。中国孔子学院の設立にあたっては顧問に迎えられた。文化大革命では、激しい迫害を受けた。その様子は『牛棚雑憶』に詳しい。
2006年、中国翻訳協会は季羨林に「翻訳文化生涯貢献大賞」を授与した。

## 著書（邦訳）
- 『中印文化関系史論叢』（新華書店）
- 依田憙家訳『中国知識人の精神史：季羨林散文集』2冊（『フマニタス選書』　北樹出版、1990年）ISBN 4893841726(上) ISBN 4893841734(下)